# Trattato di Toruń (1411)
Il (primo) trattato di Toruń fu un trattato di pace che concluse ufficialmente la guerra polacco–lituano–teutonica tra il Regno di Polonia e il Granducato di Lituania da un lato, e l'ordine teutonico dall'altro. Fu firmato il 1º febbraio 1411 a Toruń (o Thorn), una delle città più meridionali dello Stato monastico dei Cavalieri Teutonici. In storiografia, il trattato è spesso visto come un fallimento diplomatico della Polonia–Lituania perché essa non riuscì a capitalizzare la vittoria decisiva nella battaglia di Grunwald, avvenuta il 15 luglio 1410. I cavalieri restituirono la terra di Dobrzyń che presero dalla Polonia durante la guerra, e cedettero temporaneamente la Samogizia, che tornò alla Lituania solo nel periodo in cui il re polacco Jogaila e il Granduca lituano Vitoldo sono in vita. Tale trattato era instabile. Ci vollero due altre brevi guerre, la guerra della fame nel 1414 e la guerra di Gollub nel 1422, per firmare il trattato di Melno che risolse le contese territoriali. Tuttavia, una pesante indennità di guerra ebbe un grande impatto alle finanze dei cavalieri, e causò instabilità interna e declino economico. I Cavalieri Teutonici non avrebbero mai più recuperato il loro precedente potere.

## Contesto

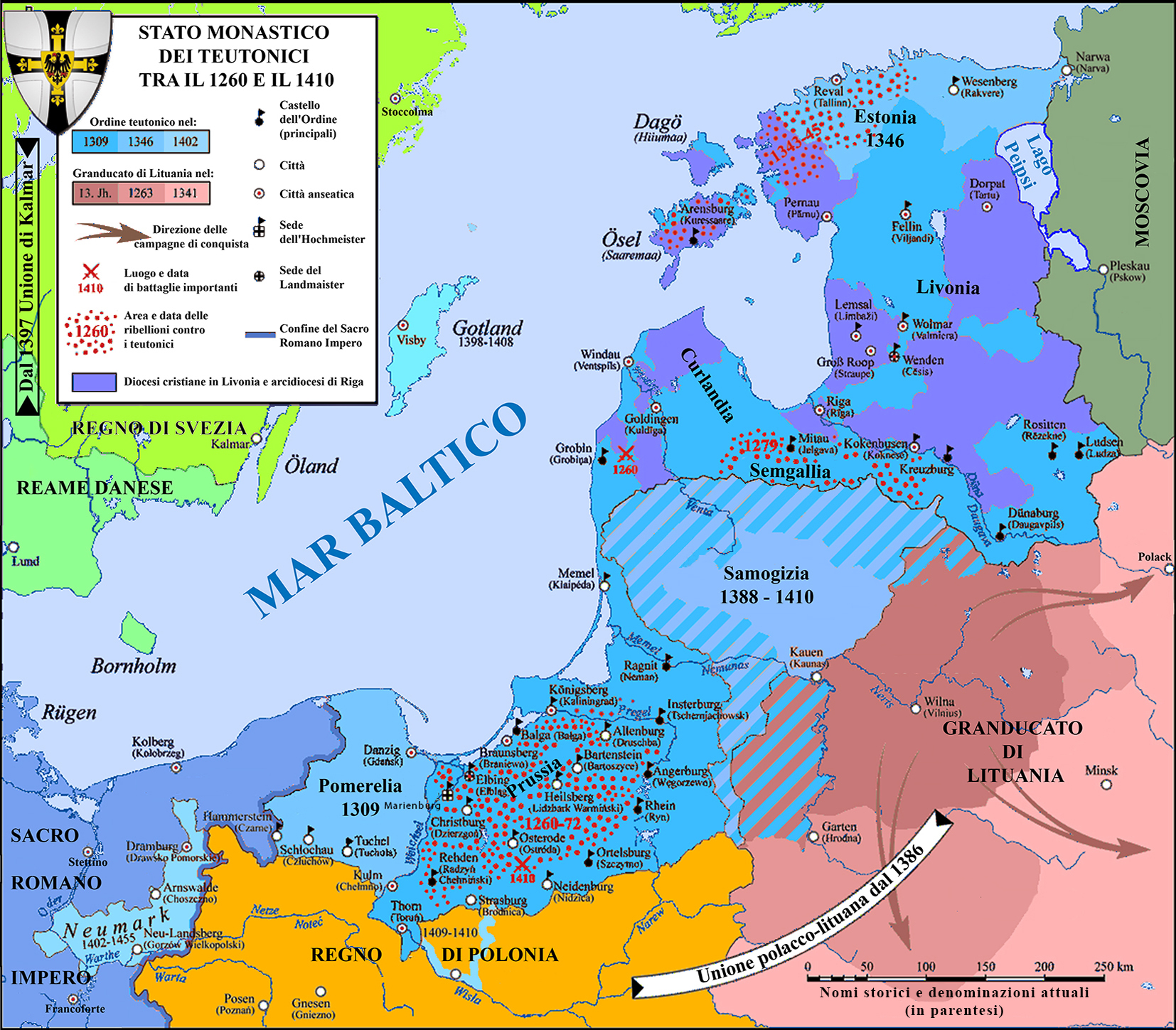
I Cavalieri Teutonici nel 1410

A maggio del 1409, scoppiò una rivolta in Samogizia, che era sotto il dominio teutonico dal trattato di Raciąż del 1404. Il Granduca di Lituania Vitoldo sostenne la rivolta. Anche la Polonia, che era in unione personale con la Lituania dal 1386, dichiarò il suo sostegno alla causa della Samogizia. Pertanto la rivolta locale si trasformò in una guerra. I Cavalieri Teutonici per prima cosa invasero la Polonia, cogliendo di sorpresa i polacchi e conquistando la terra di Dobrzyń senza molta resistenza. Tuttavia, nessuno degli schieramenti era pronto per una guerra in larga scala, e ad ottobre del 1409 firmarono un armistizio mediato da Venceslao di Lussemburgo. Alla scadenza dell'armistizio, nel giugno del 1410, la Polonia–Lituania invase la Prussia e combatté contro i Cavalieri Teutonici nella battaglia di Grunwald. I Cavalieri furono clamorosamente sconfitti, e molti loro comandanti uccisi. A seguito della battaglia, la maggior parte delle fortezze teutoniche si arresero senza opporre resistenza e ai Cavalieri rimasero otto roccaforti. Tuttavia, gli alleati polacco–lituani ritardarono l'assedio di Marienburg, dando così ai Cavalieri il tempo sufficiente per organizzare le difese. L'esercito polacco–lituano, per mancanza di munizioni e di morale, fallì nella conquista della capitale teutonica e tornò a casa a settembre. I Cavalieri ripresero le loro fortezze. Il re polacco Jogaila radunò un nuovo esercito e assestò un'altra sconfitta ai Cavalieri nella battaglia di Koronowo il 10 ottobre 1410. Heinrich von Plauen, il nuovo Gran Maestro Teutonico, voleva continuare a combattere e tentò di reclutare nuovi crociati. Tuttavia, il Consiglio Teutonico preferì la pace ed entrambi gli schieramenti concordarono un armistizio, avente effetto tra il 10 dicembre 1410 e l'11 gennaio 1411. Le negoziazioni a Raciąż tra Jogaila e von Plauen durarono solo tre giorni, perché i Cavalieri Teutonici invasero nuovamente la terra di Dobrzyń. L'incursione risultò in un nuovo turno di negoziazioni che si concluse con il trattato di Toruń firmato il 1º febbraio 1411.

## Termini
I confini sono tornati a quelli precedenti al 1409 con l'eccezione della Samogizia. L'Ordine Teutonico rinunciò alla rivendicazione della Samogizia solo durante la vita del Re polacco Jogaila e il Granduca lituano Vitoldo. Dopo la loro morte, la Samogizia sarebbe tornata in possesso ai Cavalieri. (Al tempo entrambi i sovrani erano anziani.) Nel sud, la terra di Dobrzyń, catturata dai Cavalieri durante la guerra, fu ceduta alla Polonia. Perciò, i Cavalieri praticamente non subirono la perdita di alcun territorio – una grande conquista diplomatica dopo la sconfitta schiacciante nella battaglia di Grunwald. Entrambi gli schieramenti furono d'accordo sul fatto che le future contese territoriali o divergenze sui confini sarebbereo state risolte per mezzo di un mediatore internazionale. I confini erano aperti per il commercio internazionale, che portò molti benefici alle città prussiane. Jogaila e Vitoldo promisero anche di convertire i rimanenti pagani in Lituania, che si convertirono ufficialmente al Cristianesimo nel 1386, e in Samogizia, che non era ancora convertita ufficialmente. Dopo la battaglia di Grunwald, la Polonia–Lituania teneva circa 14000 prigionieri. La maggior parte dei civili e dei mercenari fu rilasciata poco dopo la fine della battaglia con la condizione che facessero rapporto a Cracovia l'11 novembre 1410. Solo coloro dai quali ci si aspettava un riscatto furono tenuti prigionieri. Furono registrati dei riscatti considerevoli; ad esempio, il mercenario Holbracht von Loym dovette pagare 150 kopa di groschen di Praga, o più di 30 kg di argento. Il trattato di Thorn stabilì i riscatti en masse: il Re polacco rilasciò tutti i prigionieri in cambio di 100 000 kopa di groschen di Praga, circa 20000 kg di argento pagabile in quattro rate annuali. In caso di una rata non pagata, le indennità sarebbero dovute salire di ulteriori 720 000 groschen di Praga. Il riscatto equivaleva a £850,000, dieci volte il reddito annuale del Re di Inghilterra.

## Conseguenze
Per raccogliere il denaro necessario a pagare il riscatto, il Gran Maestro Heinrich von Plauen ebbe bisogno di aumentare le tasse. Convocò un consiglio di rappresentanti dalle città prussiane per approvare una speciale imposta. Danzig (Danzica) e Thorn (Toruń) fecero rivolta contro la nuova tassa, ma furono sottomesse. I Cavalieri confiscarono oro e argento dalle chiese e chiesero grossi prestiti all'estero. Le prime due rate furono pagate interamente e in tempo. Tuttavia, fu difficile raccogliere il denaro per i pagamenti successivi perché i Cavalieri svuotarono i loro fondi per ricostruire i loro castelli e l'esercito, che faceva affidamento su mercenari pagati. Mandarono anche costosi doni al Papa e a Sigismondo di Lussemburgo per assicurare il loro continuo sostegno alla causa teutonica. I registri delle tasse indicarono che in quel periodo il raccolto era modesto e che molte comunità erano in ritardo di tre anni nel pagamento delle tasse. Poco dopo la conclusione del trattato, nacquero delle divergenze riguardanti la cattiva definizione dei confini della Samogizia. Vitoldo sosteneva che tutti i territori a nord del fiume Nemunas, compresa la città portuale di Memel (Klaipėda), facevano parte della Samogizia e perciò sarebbero dovuti essere trasferiti al Granducato di Lituania. A marzo del 1412, Sigismondo di Lussemburgo accettò di fare da mediatore per la riduzione della terza rata, la demarcazione del confine samogiziano, e altre questioni. Le delegazioni si incontrarono a Buda (Ofen), residenza di Sigismondo, dove furono organizzati banchetti sfarzosi, tornei, e cacce. Le celebrazioni compresero il matrimonio di Ernesto I d'Asburgo e Cimburga di Masovia, nipote di Jogaila. Ad agosto del 1412, Sigismondo dichiarò che il trattato di Toruń era giusto ed equo e nominò Benedict Makrai ad indagare sulle pretese per i confini. Le rate non furono ridotte e l'ultimo pagamento fu eseguito in tempo a gennaio del 1413. Makrai annunciò la sua decisione a maggio del 1413, destinando l'intera riva settentrionale, compresa Memel, alla Lituania. I Cavalieri rifiutarono la decisione e nel 1414 scatenarono la guerra della fame. Le negoziazioni proseguirono al Concilio di Costanza e la disputa non si risolse fino al trattato di Melno del 1422. In generale, il trattato di Toruń nel lungo termine ebbe un impatto negativo alla Prussia. Nel 1419, il 20% delle terre teutoniche era abbandonato e la sua valuta fu svilita per affrontare le spese. L'aumento delle tasse e il declino economico portò a lotte politiche intestine tra vescovi, cavalieri secolari e cittadini. Questi screzi sarebbero poi cresciuti con ulteriori guerre contro la Polonia–Lituania e risultarono infine nella confederazione prussiana e nella guerra civile che spaccò la Prussia a metà (la guerra dei tredici anni).